# Catalina Fernández de Agüero
Catalina Fernández de Agüero (Lambayeque, segle xviii-XIX), també anomenada Catalina Agüero de Muñecas, va ser una prohom de la independència del Perú.
Membre d'una família ben situada, era filla d'Higinio Fernández de Agüero i Juana López Vidaurre. Amb Narcisa Iturregui va ser una de les dues dones distingides en la lluita per la independència peruana de la regió de Lambayeque. Actuà com a missatgera avisant dels moviments que feien les tropes reialistes, a més d'obtenir finançament i vitualles per a les tropes independentistes. Casa seva també fou seu de conspiracions i una de les primeres on va haver-hi activitat de la maçoneria. Per la seva tasca, fou condecorada amb la banda de la llibertat i l'orde del Sol per José de San Martín. Va estar casada amb Pedro José de Muñecas, i en va esdevenir vídua.